# The Plant
The Plant – niedokończona powieść opublikowana w roku 2000 jako e-book przez amerykańskiego pisarza Stephena Kinga.
Opowiada o redaktorze wydawnictwa, który otrzymuje rękopis od osoby wydającej się niespełna rozumu. Rękopis opowiada o magii, ale zawiera również fotografie, które wyglądają na bardzo realne. Redaktor odrzuca tekst, ale z powodu zdjęć informuje policję o miejscu zamieszkania pisarza. To doprowadza go do szału i postanawia wysłać do redakcji tajemniczą roślinę (z ang. the plant).
Historia opowiadana jest formacie epistolarnym – składa się wyłącznie z listów, notatek itd.

## Historia
King napisał kilka części historii o takiej samej nazwie i rozesłał je w formie kieszonkowych książeczek do swoich przyjaciół zamiast kartek świątecznych w latach 1982, 1983 i 1985.
W roku 2000 King opublikował w Internecie opowiadanie Jazda na kuli (Riding the Bullet), będące pierwszym e-bookiem na świecie, który trafił na rynek masowy. W ciągu 48 godzin sprzedano 500 tys. kopii w cenie 2,50 dolara każda. Pojawiły się jednak problemy techniczne, związane ze ściąganiem utworu, a ostatecznie hakerzy złamali do niego kody.
W tym samym roku King zdecydował, że wyda The Plant bezpośrednio poprzez swoją stronę internetową, bez kodowania i we fragmentach. Za każdy z fragmentów czytelnik mógł dobrowolnie uiścić opłatę w wysokości jednego dolara. Pisarz zagroził, że porzuci projekt, jeśli opłatę wniesie mniej niż 75 procent ściągających. Postrzegał to jako eksperyment w zakresie alternatywnych form dystrybucji. Na swojej stronie napisał wtedy: „Drodzy przyjaciele, mamy możliwość stać się najgorszym koszmarem Wielkich Wydawnictw.”
Pierwszy fragment uzyskał wymagane 75 procent wpłat, lecz przy drugim – odsetek spadł do 70 procent. Przy trzecim – poziom wrócił do 75%.
King zdecydował, że podwoi koszt czwartej części powieści do dwóch dolarów, zwiększając jednocześnie liczbę stron do 54. Obiecał również, że łączny koszt całej książki nie przekroczy 13 dolarów. Liczba płacących czytelników spadła do 46 procent, a z biegiem czasu spadła również liczba ściągnięć.
Ostatni fragment został opublikowany 18 grudnia 2000. Do tej pory książka nie została ukończona.